# (4527) Schoenberg
(4527) Schoenberg (1982 OK) – planetoida z pasa głównego asteroid okrążająca Słońce w ciągu 3,35 lat w średniej odległości 2,24 j.a. Odkryta 24 lipca 1982 roku.